# Stowarzyszenie Polskich Kombatantów

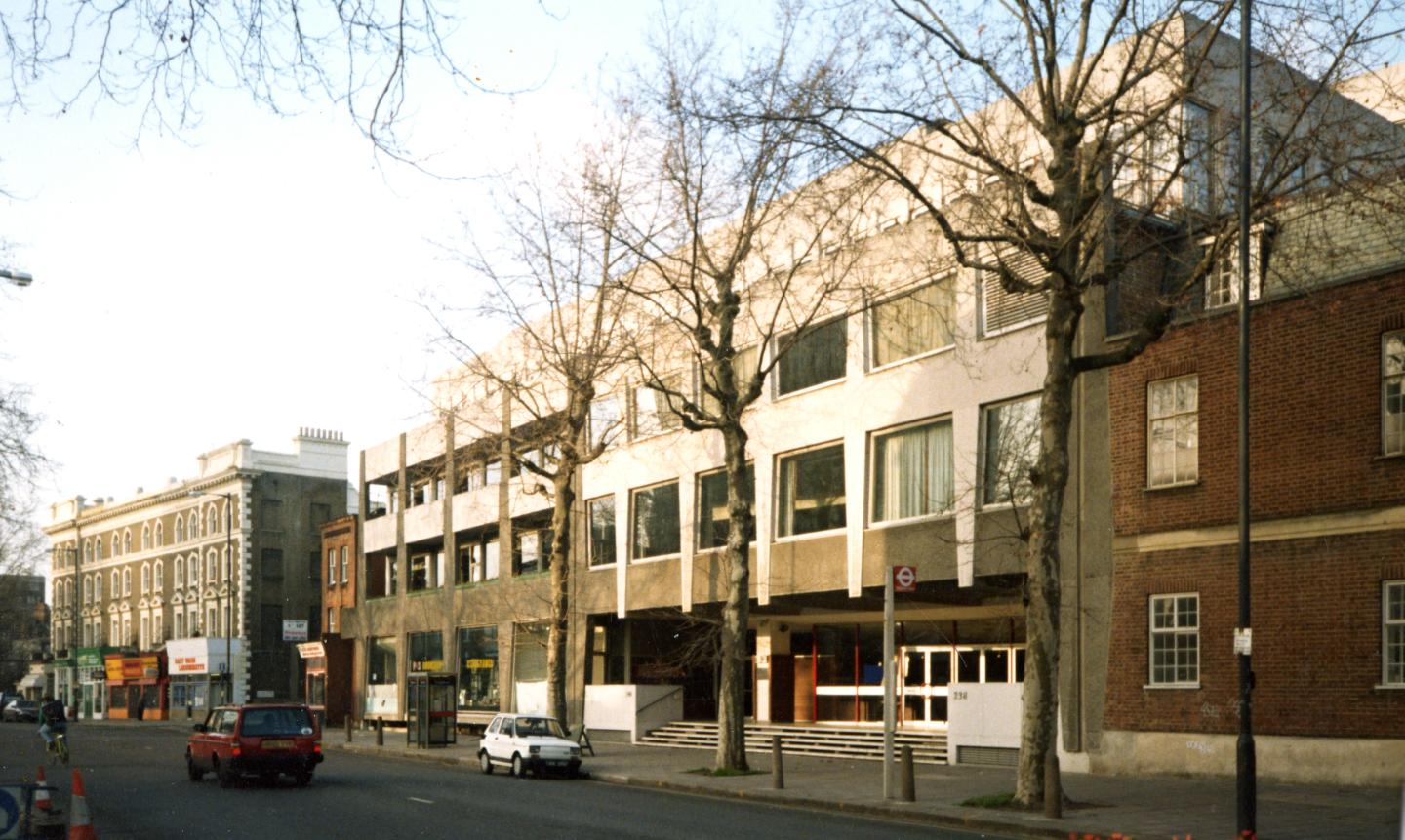
Siedziba Stowarzyszenia, budynek POSK-u

Stowarzyszenie Polskich Kombatantów (SPK), Federacja Światowa Stowarzyszenia Polskich Kombatantów, centralna organizacja kombatancka założona w 1946 w Londynie, skupiająca lokalne organizacje kombatanckie działające w krajach osiedlenia się żołnierzy Polskich Sił Zbrojnych na Zachodzie, którzy pozostali na emigracji po zakończeniu II wojny światowej; członek Światowej Federacji Kombatantów.
Federacja Światowa Stowarzyszenia Polskich Kombatantów zrzesza obecnie 24 organizacje kombatanckie:
- Stowarzyszenie Polskich Kombatantów w Argentynie
- Stowarzyszenie Polskich Kombatantów w Australii (Polish Ex-Servicemen's Association in Australia)
- Stowarzyszenie Polskich Kombatantów w Austrii, założone w 1963
- Stowarzyszenie Polskich Kombatantów w Belgii (Fédération des Anciens Combattants Polonais de Belgique)
- Stowarzyszenie Polskich Kombatantów na Białorusi
- Stowarzyszenie Polskich Kombatantów w Brazylii
- Koło Polskich Kombatantów w Czechach, założone w 1968, ponownie w 1991
- Stowarzyszenie Polskich Kombatantów w Danii
- Stowarzyszenie Polskich Kombatantów we Francji i Ich Rodzin (Association des Anciens Combattants Polonais en France et de leurs Familles)
- Stowarzyszenie Polskich Kombatantów w Hiszpanii
- Stowarzyszenie Polskich Kombatantów w Holandii (Vereniging van Poolse Oudstrijders in Nederland)
- Stowarzyszenie Polskich Kombatantów w Kanadzie (Polish Combatants' Association in Canada)
- Stowarzyszenie Polskich Kombatantów w Meksyku, założone w 1947
- Stowarzyszenie Polskich Kombatantów w Niemczech
- Stowarzyszenie Polskich Kombatantów w Nowej Zelandii (Polish Combatants' Association in New Zeland)
- Stowarzyszenie Polskich Kombatantów w Norwegii
- Stowarzyszenie Polskich Kombatantów w Kraju
- Stowarzyszenie Polskich Kombatantów w Republice Południowej Afryki
- Stowarzyszenie Polskich Kombatantów w Stanach Zjednoczonych, założone w 1952 w Nowym Jorku przez byłych żołnierzy Polskich Sił Zbrojnych II wojny światowej. (Polish Veterans of World War II – SPK)
- Stowarzyszenie Polskich Kombatantów w Szwajcarii
- Stowarzyszenie Polskich Kombatantów w Szwecji (Polska Kombattanternas Förening i Sverige)
- Stowarzyszenie Polskich Kombatantów w Wielkiej Brytanii (Polish Ex-Combatants Association)
- Stowarzyszenie Polskich Kombatantów we Włoszech (Associazione dei Combattenti Polacchi in Italia)
- Stowarzyszenie Polskich Kombatantów w Zimbabwe

W latach 1950–1956 działał Okręg Stowarzyszenia Polskich Kombatantów w Maroku (Association d'Entr'aide des Anciens Combattants Polonais en Maroc), który podlegał organizacyjnie SPK we Francji.